# ایوان بیسون
ایوان بیسون (ایتالیایی: Ivan Bisson؛ زادهٔ ۲۱ آوریل ۱۹۴۶) بازیکن بسکتبال اهل ایتالیا بود.
از باشگاه‌هایی که در آن بازی کرده‌است می‌توان به باشگاه بسکتبال پالاسانسترو وارزه اشاره کرد.
وی در مسابقات کشوری و بین‌المللی در مجموع برندهٔ ۲ مدال برنز شده‌است.